# تاج جيبسون
تاج جيبسون (بالإنجليزية: Taj Gibson)‏ مواليد 24 يونيو 1985، هو لاعب كرة سلة أمريكي يلعب مع فريق شيكاغو بولز في الرابطة الوطنية لكرة السلة ويحمل الرقم 22. يبلغ طوله 6 قدم 9 بوصة (2.1 م).

## فرق لعب لها
- شيكاغو بولز

## روابط خارجية
- تاج جيبسون على موقع إن بي أي (الإنجليزية)
- تاج جيبسون على موقع سبورتس رفرنس (الإنجليزية)
- تاج جيبسون على موقع كرة السلة الأوروبية.كوم (الإنجليزية)
- تاج جيبسون على موقع إي إس بي إن.كوم (الإنجليزية)
- تاج جيبسون على موقع كلية كرة السلة في سبورتس رفرنس.كوم (الإنجليزية)
- تاج جيبسون على موقع ريلجم (الإنجليزية)
- تاج جيبسون على موقع بروبوليرز (الإنجليزية)